# گروه جی‌تی۳

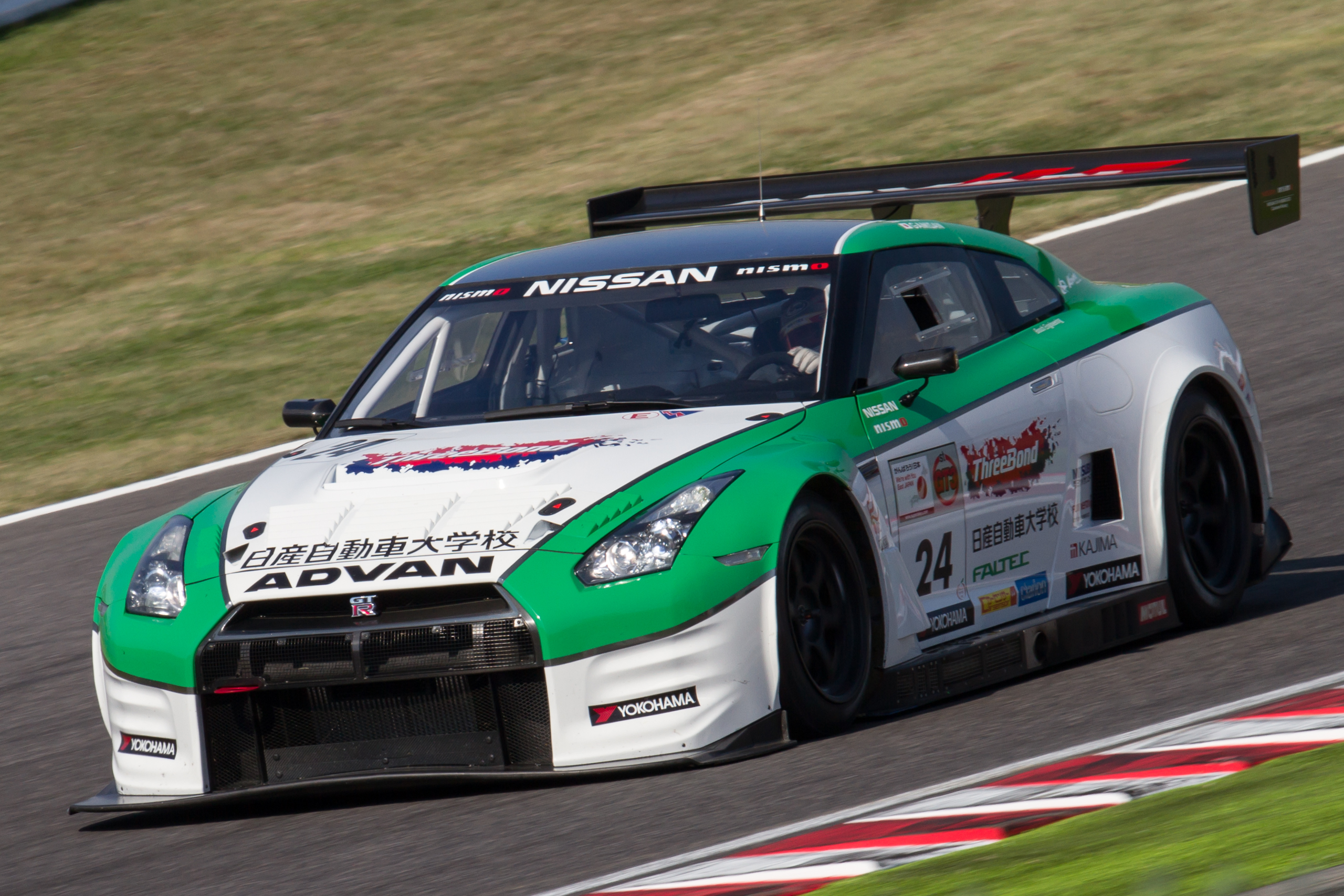
یک خودروی نیسان جی‌تی-آر جی‌تی۳ در سری مسابقات سوپر تایکیو

گروه جی‌تی۳ (انگلیسی: Group GT3) که از نظر فنی با نام جام خودروهای گرند تورینگ (انگلیسی: Cup Grand Touring Cars) شناخته می‌شود و معمولاً با نام کوتاه‌شدهٔ جی‌تی۳ مورد اشاره قرار می‌گیرد، مجموعه‌ای از قوانین و آئین‌نامه‌ها است که از سوی فدراسیون بین‌المللی اتومبیل‌رانی برای خودروهای مسابقه‌ای گرند تورینگ که برای شرکت در رشته‌های مسابقات مختلفی در سطح جهان طراحی می‌شوند، وضع شده‌است.
گروه GT3 به طیف گسترده ای از انواع خودرو اجازه می دهد تا تقریباً بدون محدودیت در اندازه و پیکربندی موتور یا ساختار یا طرح شاسی، مسابقه بدهند. خودروهای GT3 باید بر اساس مدل‌های خودروهای جاده‌ای تولید انبوه باشند که در زمان هومولوژیک ساخته و فروخته می‌شوند. عملکرد همه خودروهای گروه GT3، یا توسط دفتر GT FIA یا توسط یک هیئت حاکم خاص سری، از طریق فرمول‌های تراز عملکرد تنظیم می‌شود که محدودیت‌های اسب بخار، وزن، مدیریت موتور و آیرودینامیک را تنظیم می‌کند تا از تولیدکننده منفرد جلوگیری کند. از مسلط شدن در کلاس خودروهای GT3 به گونه ای طراحی شده اند که وزنی بین 1200 کیلوگرم تا 1300 کیلوگرم (2645 پوند و 2866 پوند) با قدرت بین 500 اسب بخار تا 600 اسب بخار دارند. همه خودروها نسبت قدرت به وزن بسیار مشابهی دارند اما با قدرت و وزن بالا مانند مرسدس بنز SLS AMG[2] یا قدرت کم و وزن کم مانند پورشه 911 GT3 به دست می‌آیند. خودروهای GT3 همچنین دارای کنترل کشش، ABS و جک های هوای داخلی برای توقف سریع در پیست هستند.